# 堀田昇吾
堀田 昇吾（ほった しょうご、1998年3月5日 - ） は東京都福生市出身のサッカー選手。ポジションはミッドフィルダー。

## 来歴
正則学園高等学校サッカー部を経て、2017年にFCガンジュ岩手に入団。
2018年3月にオーストラリア・ブリスベンプレミアリーグのザ・ギャップFCに入団。渡豪3日で公式戦デビューを飾る。
2019年9月にチェコ・ディビジョン4のSKフラニツェ参加時にメディア出演。
2020年2月にニュージーランド・サザンリーグのワナカAFCと契約。コロナ禍によりリーグ戦が全て中止となった。
2020年9月にチェコ・リージョナルチャンピオンシップのFKスロヴァン・リサナドラベムと契約。シーズン最終節に内側側副靭帯損傷。
2023年8月に台湾・フットボールリーグ2部のS.F.I.と契約。
いずれも仲介人を通さずに交渉、契約。

## 所属クラブ
- トレドSC
- 正則学園高等学校
- 2017年 FCガンジュ岩手
- 2018年  ザ・ギャップFC
- 2020年  ワナカAFC
- 2020年  FK Slovan Lysa nad Labem
- 2021年 Gerbera Setagaya City FC
- 2023年  S.F.I.